# John Rogister
Pour les articles homonymes, voir Rogister.
John Rogister, né le 26 mars 1941 à Solihull (Grande-Bretagne) et mort le 7 septembre 2022, est un historien britannique.

## Biographie
Après des études aux Universités de Birmingham et d’Oxford, où il obtient son doctorat en 1972, il enseigne à partir de 1967 à l'université de  Durham, où il introduit un enseignement sur l’histoire de la France moderne et contemporaine.
Ses recherches ont porté sur le rôle du Parlement de Paris comme grand corps de l’Etat au XVIIIe siècle, remettant en cause l’interprétation classique des conflits entre Louis XV et les parlements. A partir d’archives familiales en France (archives de Brosses) et en Italie (archivio Niccolini da Camugliano, Florence), il a publié la correspondance historique, scientifique, et littéraire de deux lettrés, La correspondance inédite du président Charles de Brosses et de l’abbé Antonio Niccolini  (Oxford, 2016), importante contribution à l’histoire de la “République des Lettres”.
Il était membre correspondant de l'Académie des sciences morales et politiques (section Histoire et Géographie, 2003) à Paris et commandeur de l'ordre national du Mérite (2012). En Grande-Bretagne, il est membre de la Royal Historical Society et de la Society of Antiquaries.
Grand francophile, il a enseigné en France ; en particulier à l'École pratique des hautes études (EPHE, 4e section des sciences historiques et philologiques, campus Condorcet), à Paris-X Nanterre, à l'Université de  Montpellier-3 Paul Valery, à l'université de  Lyon-2, ainsi qu’au Collège de France. Il a également enseigné en Italie  à l’Ecole normale supérieure de Pise et à l’Université La Sapienza de Rome.
Il a  joué un rôle important dans le cadre de la Commission internationale pour l’Histoire des Assemblées d’Etats, qu’il a présidée de 1990 à 2000, et fondé sa revue bilingue, Parlements, Etats & Représentation.